# 금연구역지정 사건
금연구역지정사건은 국민건강증진법시행규칙 제7초 위헌확인에 대한 중요 대한민국의 헌법재판소 판례이다.

## 사실관계
국민건강증진법 제9조 제6항, 제4항은 공중이 이용하는 시설 중 시설의 소유자, 점유자 또는 관리자가 당해 시설의 전체를 금연구역으로 지정하거나 당해 시설을 금연구역과 흡연구역으로 구분하여 지정하여야 하는 시설을 보건복지부령에 의하여 정하도록 규정하고 있고, 이에 기하여 보건복지부령인 국민건강증진법시행규칙 제7조는 각 해당시설을 구체적으로 규정하고 있으며 국민건강증전법 제9조 제5항은 시설이용자가 이와 같이 지정된 금연구역에서 흡연하는 것을 금지하고 있다. 청구인은 국민건강증진법시행규칙 제7조가 헌법 제9조(전통문화의 계승 발전), 제10조(인간의 존엄과 가치 및 행복추구권), 제12조(신체의 자유), 제17조(사생활의 자유), 제34조 제1항(인간다운 생활권)에 위반된다며 이 사건 헌법소원심판을 청구하였다.

## 관련조문
구 국민건강증진법시행규칙 제7조(금연구역의 지정기준 및 방법) ①공중이용시설중 청소년·환자 또는 어린이에게 흡연으로 인한 피해가 발생할 수 있는 다음 각 호의 시설 소유자등은 당해 시설의 전체를 금연구역으로 지정하여야 한다.
1. 제6조제6호의 규정에 의한 학교중 「초·중등교육법」 제2조의 규정에 의한 학교의 교사
2. 제6조제8호의 규정에 의한 의료기관, 보건소·보건의료원·보건지소
3. 제6조제16호의 규정에 의한 보육시설
②제1항의 규정에 의한 시설 외의 공중이용시설의 소유자등은 당해 시설중 이용자에게 흡연의 피해를 줄 수 있는 다음 각 호에 해당하는 구역을 금연구역으로 지정하여야 한다.

## 주문
청구인의 심판청구를 기각한다.

## 이유

### 흡연권의 근거 및 제한 가능성
흡연권은 인간의 존엄과 행복추구권을 규정한 헌법 제10조와 사생활의 자유를 규정한 헌법 제17조에 의하여 뒷받침된다. (흡연을 전통문화라고 할 수는 없으므로 헌법 제9조에 의하여 흡연권이 보장된다고 할 수는 없다.) 혐연권은 흡연권과 마찬가지로 헌법 제17조, 헌법 제10조에서 그 헌법적 근거를 찾을 수 있으며 헌법이 보장하는 건강권과 생명권에 기하여서도 인정된다. 흡연권은 사생활의 자유를 실질적 핵으로 하는 것이고 혐연은 사생활의 자유뿐만 아니라 생명권에까지 연결되는 것이므로 혐연권이 흡연권보다 상위의 기본권이다. 이처럼 상하의 위계질서가 있는 기본권끼리 충돌하는 경우에는 상위기본권우선의 원칙에 따라 하위기본권이 제한될 수 있으므로, 결국 흡연권은 혐연권을 침해하지 않는 한에서 인정되어야 한다. 흡연은 비흡연자들 개개인의 기본권을 침해할 뿐만 아니라 흡연자 자신을 포함한 국민의 건강을 해치고 공기를 오염시켜 환경을 해친다. 그러므로 공익(국민의 건강)이 제한되는 사익(흡연권)보다 크기 때문에 법익균형성이 인정되어 과잉금지원칙에 위반되지 않아 합헌이다.

## 참고 문헌
- 대한민국 헌법재판소 판례 2004.8.26. 2003헌마457
- 오마이뉴스 - 길거리에서 흡연할 흡연자의 행복추구권??
- 담배 제조·판매금지될까…KT&G “위헌”―네티즌 60% “찬성” 쿠키뉴스  2006.02.24
- p 57~59, 김현석, 헌법 기본판례 109선, 헤르메스, 2011. ISBN 9788994619118

## 같이 보기
- 흡연권
- 혐연권
- 건강권
- 생명권
- 금연운동
- 대한민국 헌법 제10조
- 대한민국 헌법 제17조